# Patrick Baum
Pour les articles homonymes, voir Baum.
Patrick Baum est un pongiste allemand, né le 23 juin 1987 à Worms.

## Biographie
Il est le seul européen à avoir été champion du monde junior en simple. Il remporte ce titre en 2005.
Il fait partie de l'équipe d'Allemagne qui remporte le titre de champion d'Europe 2011 à Gdańsk et Sopot pour la quatrième fois consécutive, après l'avoir remporté en 2008, 2009 et en 2010. Il est vice-champion d'Europe en simple. Il évolue dans le championnat allemand dans le club du Borussia Düsseldorf tout comme Christian Süss. Il a remporté l'Open de Corée ITTF en double avec Bastian Steger. Son meilleur classement mondial est no 19 en 2010. Il est vice-champion d'Europe 2010 en simple, battu en finale par son compatriote Timo Boll après avoir éliminé Vladimir Samsonov et Werner Schlager. Il atteint les 1/4 de finale en simple lors des Championnats du monde de tennis de table 2013, éliminant notamment Emmanuel Lebesson et son compatriote Dimitrij Ovtcharov.
Patrick Baum a signé dans un club français (le Caen TTC) pour la saison 2015 / 2016 , il jouera en PRO A et en Coupe d'Europe ETTU .

## Source
- (de) Cet article est partiellement ou en totalité issu de l’article de Wikipédia en allemand intitulé « Patrick Baum » (voir la liste des auteurs).